# أنغري فيديو غيم نيرد

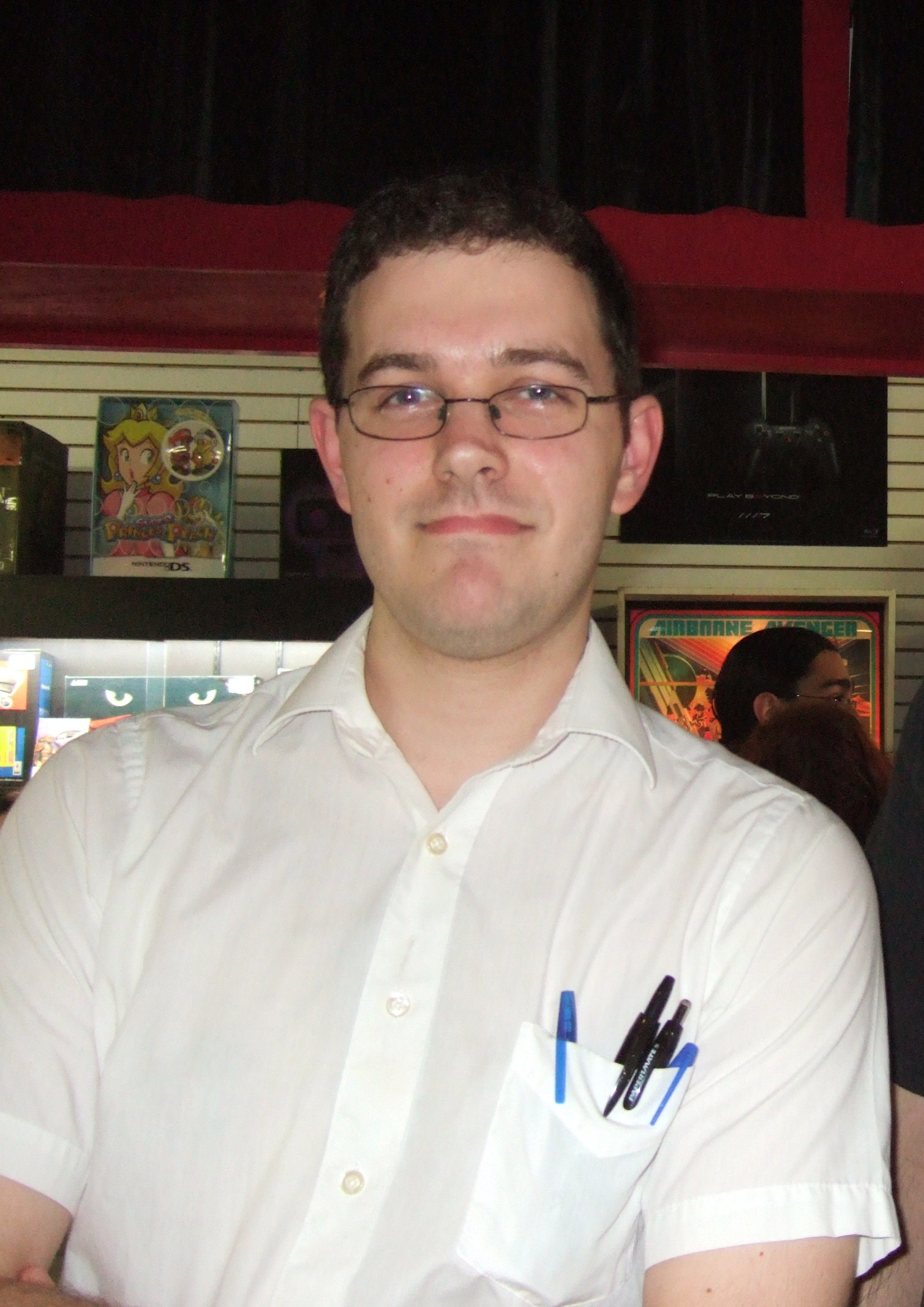
جيمس رولف الكاتب ومقدم برنامج أنغري فيديو غيم نيرد.

أنغري فيديو غيم نيرد (بالإنجليزية: The Angry Video Game Nerd)، يختصر بالأحرف الأربعة آيه في جي إن (AVGN)، هو برنامج تلفزيوني أمريكي ساخر، يعرض أهم الألعاب الإلكترونية القديمة وينتقد بشكل ساخر، ويركز على أخطاء برمجة ألعاب الفيديو مثل الخلل (غيليتش) وأخطاء في تصميم المرحلة وسوء الخلفيات الصورية، وبعض مقاطع الفيديو تظهر أحد الألعاب الإلكترونية التي أخذت التقييم بشكل سلبي يقوم بتكسيره وحرقه، ويقدمه الأمريكي الساخر جيمس رولف.